# Социалистическая улица (Руза)
Социалистическая улица — одна из центральных улиц в исторической части города Руза Московской области. До революции Социалистическая улица носила название Покровская, в честь расположенной на ней церкви Покрова Пресвятой Богородицы.

## Описание
Социалистическая улица берет свое начало в районе Покровской церкви, переходя из переулка Володарского и далее уходит в восточном направлении. Заканчивается улица на границе города Руза, переходя в трассу 46Н-10117. По ходу движения с начала улицы ее пересекают Демократический переулок, улица Солнцева, Ульяновская улица, улица Гладышева и трасса А-108. По ходу движения с начала улицы справа примыкает Новая улица. Слева по ходу движения с начала Социалистической улицы примыкает переулок Урицкого.
Нумерация домов по Социалистической улице начинается со стороны переулка Володарского.
На всем своем протяжении Социалистическая улица является улицей с двусторонним движением.
Почтовый индекс Социалистической улицы города Руза Московской области — 143103.

## Примечательные здания и сооружения

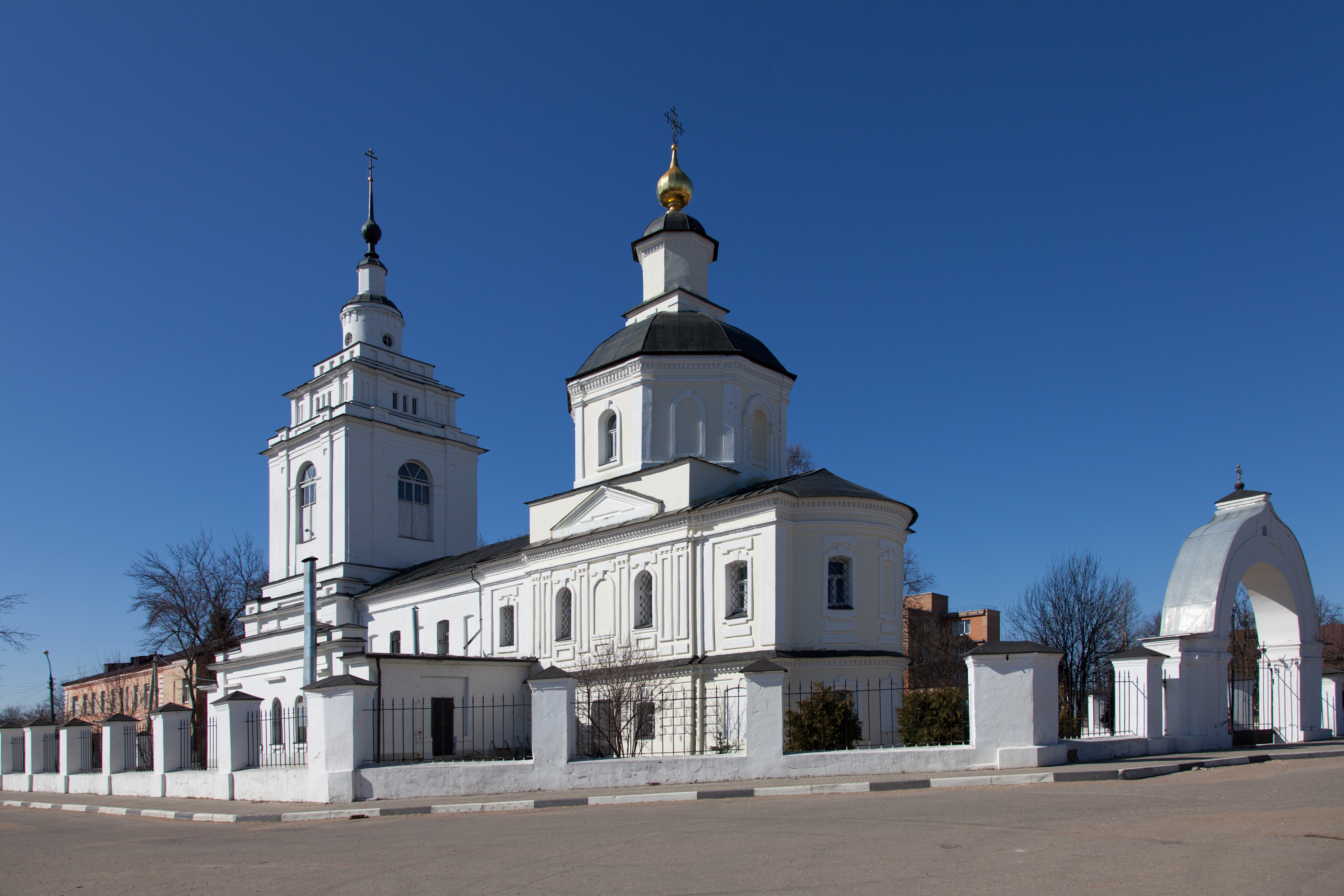
Церковь Покрова Пресвятой Богородицы

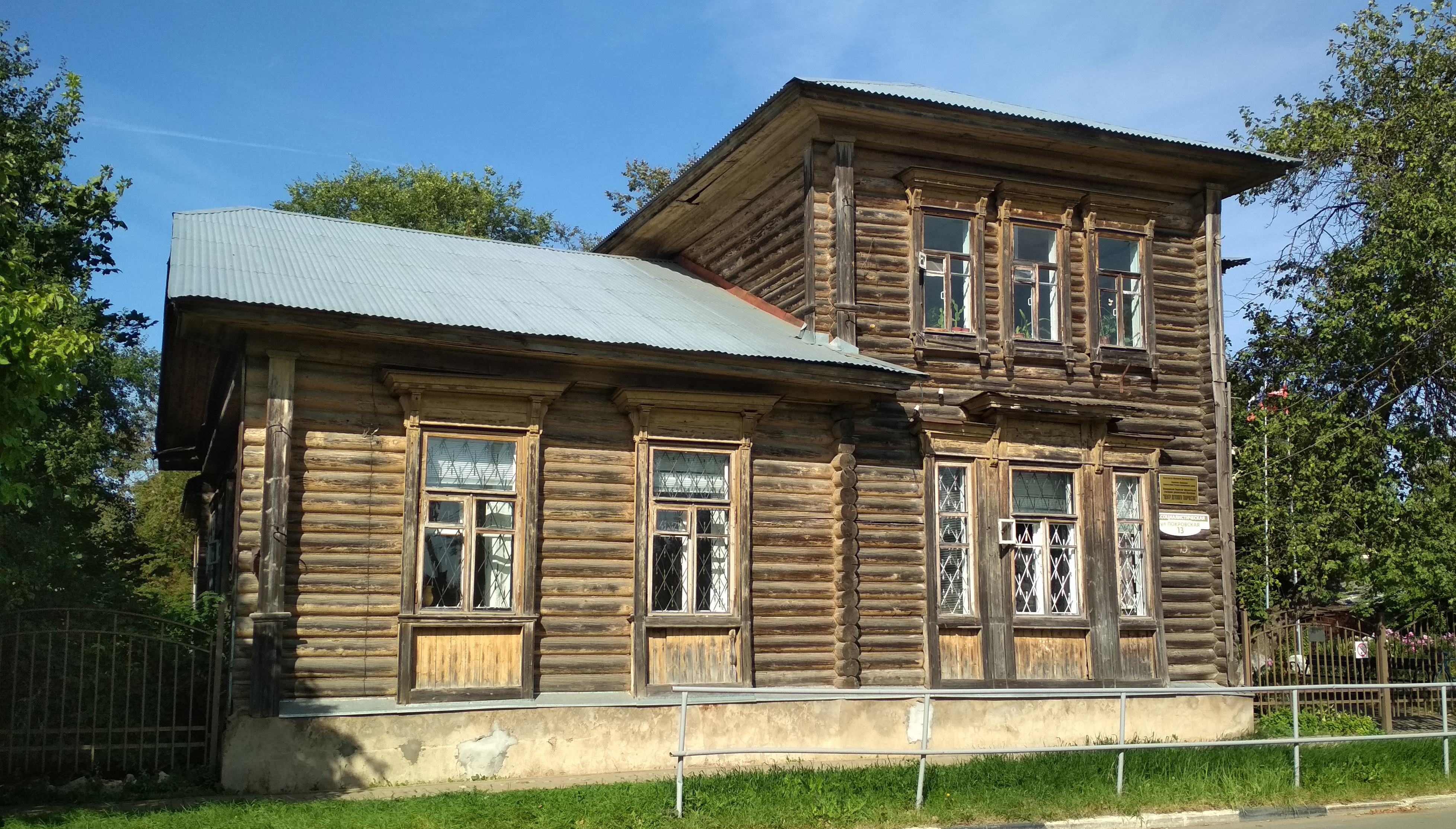
Дом Леонтьева

- Церковь Покрова Пресвятой Богородицы — Социалистическая улица, владение 2А.
- Музей истории русской милиции — улица Солнцева, владение 16[3][4].
- Часовня Пантелеимона Целителя — пересечение улицы Солнцева и Интернационального переулка.
- Памятник воинам-десантникам — недалеко от пересечения Социалистической улицы и трассы А-108.
- Стадион «Урожай» — на пересечении Социалистической улицы и трассы А-108. Стадион открыт для пользования местным жителям[5], также на нем проводятся общественные спортивные мероприятия[6].
- Дом Леонтьева, памятник архитектуры, сейчас Центр детского творчества — Социалистическая улица, владение 13
- Рузский районный суд Московской области — Социалистическая улица, владение 25.
- Парк культуры и отдыха «Лукоморье» — рядом с владением 53 по Социалистической улице.
- Церковь Бориса и Глеба — Социалистическая улица, владение 62.
- Государственное бюджетное учреждение здравоохранения Московской области «Рузская областная больница» — Революционная улица, владение 21 А.

## Транспорт
Движение общественного транспорта осуществляется по улица пересекающим Социалистическую улицу. Здесь проходят маршруты городских автобусов № 21, № 21/62, № 22, № 38, № 41, № 45, № 48.